# Turkije op het Eurovisiesongfestival 2011
Turkije nam deel aan het Eurovisiesongfestival 2011 in Düsseldorf, Duitsland. Het was de 33ste deelname van het land op het Eurovisiesongfestival. De artiest en het lied werden intern gekozen. TRT was verantwoordelijk voor de Turkse bijdrage voor de editie van 2011.

## Selectieprocedure
Sinds 2006 werden alle deelnemers van Turkije voor het Eurovisiesongfestival intern verkozen. Vele Turken waren hier niet over te spreken en wilden teruggrijpen naar een nationale preselectie. Enkele fans startten dan ook een petitie om de Turkse openbare omroep ertoe aan te zetten een nationale finale te organiseren. TRT negeerde dit voorstel echter. Ook dit jaar werd er een interne selectie gehouden. Fans konden wel een e-mail sturen naar de openbare omroep met daarin de artiest die zij als hun vertegenwoordiger in Düsseldorf wilden zien. Eind december zou de Turkse nationale omroep dan haar keuze bekendmaken.
Op 31 december 2010 maakte TRT bekend dat Yüksek Sadakat Turkije zou vertegenwoordigen op het Eurovisiesongfestival 2011. Het lied waarmee ze naar Düsseldorf zullen trekken, werd op 25 februari 2011 bekendgemaakt: Live it up.

## In Düsseldorf
In Düsseldorf trad Turkije aan in de eerste halve finale, op 10 mei. Turkije trad als vijfde van negentien landen aan, na Armenië en voor Servië. Bij het openen van de enveloppen werd Turkije niet vernoemd. Het was voor het eerst in de geschiedenis dat Turkije de halve finale niet overleefde. Na afloop van het festival bleek dat Yüksek Sadakat op de dertiende plaats was gestrand, met 47 punten.